# Marcella Bella
Giuseppa Marcella Bella (18 Junho 1952, Catania - ITA), mais conheçica como Marcella Bella, é uma cantora Itáliana. Ela gravou suas canções em italiano, alemão, inglês e espanhol. Ele gravou seus discos na Itália, França, Inglaterra, Alemanha, Estados Unidos e Cuba.

## Biografia
Em 1965, em Misterbianco, ganhou as seleções para participar do Festival degli sconosciuti di Ariccia, festival de canto organizado por Teddy Reno, sendo a vencedora porém a vitória não foi validada por ter apenas treze anos, dois a menos que os previstos pelo regulamentos da competição. Ela sempre ganhou festivais e inúmeras outras competições em que participa, mas, devido ao seu sotaque forte da Sicilia, ela tinha dificuldades em acreditar que poderia encontrar uma gravadora que queira apostar nela. O encontro de 1968 com Ivo Callegari, antigo produtor de Caterina Caselli, deu a Marcella a oportunidade de assinar contrato com a CGD. Assim, ele gravou seu primeiro single em maio de 1969 : no lado A encontramos Un ragazzo nel cuore, escrita por Mogol e Roberto Soffici , já no lado B Il pagliaccio, com o qual participa do grupo B do Cantagiro . No mesmo ano a gravadora propõe à cantora a gravação de Bocca dolce, a versão italiana de Sugar sugar, sucesso internacional dos Archies, com a qual participa da V Mostra Internacional de Música  realizada em Veneza: a canção é bem recepcionada pelo público.. 
Mas foi em 1972 que Marcella obteve sua consagração definitiva ao participar do Festival Sanremo com Green Mountains , canção composta por seu irmão Gianni e Giancarlo Bigazzi.
No mercado italiano, até o momento, vendeu cerca de mais de 8.000.000 de registros, mas também vendeu discos na Argentina, Brasil, Canadá, Chile, Colômbia, Costa Rica, França, Alemanha, Japão, Grécia, Holanda, Holanda, Portugal, Espanha, Suécia, Turquia, Austrália, Estados Unidos. A estimativa é de que a cantora tenha vendido aproximadamente cerca de 10.000.000 de discos.

## Vida Pessoal
Marcella é a irmã mais nova do cantor e compositor Gianni Bella.
Em 1973 ele teve um relacionamento com Red Canzian, que acabou de se juntar a Pooh como baixista : a história de amor dura um ano.
Marcella Bella  é casada desde 1989 com  Mario Merello, empresário de origem milanesa. Após dez anos de noivado, os dois se casaram e formaram uma família onde tiveram três filhos. O primeiro nasceu um ano depois,  Giacomo, depois  Carolina em 1992 e Tommaso em 1993.

## Discografia

### LP, CD
- 1972 Tu non-hai la più pallida idea dell'amore
- 1973 Mi..ti..amo...
- 1974 Metamorfosi
- 1975 L'anima dei matti
- 1976 Bella
- 1977 Femmina
- 1979 Camminando e cantando
- 1981 Marcella Bella
- 1982 Problemi
- 1983 Nell'aria
- 1984 Nel mio cielo puro
- 1986 Senza un briciolo di testa
- 1987 Tanti auguri
- 1988 '88
- 1990 Canta Battisti
- 1990 Verso l'ignoto...
- 1991 Sotto il vulcano
- 1993 Tommaso!
- 1995 Anni dorati
- 1998 Finalmente insieme
- 2002 Passato e presente
- 2005 Uomo bastardo
- 2007 Forever per sempre (with Gianni Bella)
- 2012 Femmina bella
- 2017 Metà Amore Metà Dolore
- 2019 50 Anni Di Bella Musica

### Singles
- 1969 Il pagliaccio
- 1969 Bocca dolce
- 1971 Hai ragione tu
- 1972 Montagne verdi
- 1972 Sole che nasce sole che muore
- 1972 Un sorriso e poi perdonami
- 1973 Io domani
- 1973 Mi...ti...amo
- 1974 Nessuno mai
- 1974 L'avvenire
- 1975 E quando
- 1975 Negro
- 1976 Resta cu 'mme
- 1976 Abbracciati
- 1977 Non m'importa più
- 1978 Mi vuoi
- 1979 Lady anima
- 1979 Camminando e cantando
- 1980 Baciami
- 1981 Pensa per te
- 1981 Canto straniero
- 1981 Mi mancherai
- 1982 Problemi
- 1983 Nell'aria
- 1984 Nel mio cielo puro
- 1985 L'ultima poesia (with Gianni Bella)
- 1986 Senza un briciolo di testa
- 1987 Tanti auguri
- 1988 Dopo la tempesta
- 1990 Verso l'ignoto (with Gianni Bella)
- 1998 E' un miracolo (with Gianni Bella)
- 2002 La regina del silenzio
- 2007 Forever per sempre
- 2012 Malecon
- 2012 Femmina bella
- 2017 Non Mi Basti Più
- 2017 Dimmi Dove Vai
- 2018 Aria Latina
- 2020 Nell'Aria